# Virginia Baxter
Virginia Day „Ginny“ Baxter, verheiratete McKendrick und Newman, (* 3. Dezember 1932 in Detroit, Michigan; † 18. Dezember 2014) war eine US-amerikanische Eiskunstläuferin, die im Einzellauf startete.
Baxter belegte 1949, 1950 und 1951 jeweils den dritten Platz bei den nationalen Meisterschaften und gewann die Bronzemedaille bei der Weltmeisterschaft 1952 in Paris hinter der Französin Jacqueline du Bief und ihrer Landsfrau Sonya Klopfer. Bei ihren anderen Weltmeisterschaftsteilnahmen war sie 1949 und 1950 jeweils Siebte geworden. Ihre einzige Teilnahme bei Olympischen Spielen beendete sie 1952 in Oslo auf dem fünften Platz, wobei sie die Kür gewann.
Nach den Olympischen Spielen beendete sie ihre Amateurkarriere und war 1953 Teil der Show Land of Lollipops von Ice Capades. 1954 heiratete sie Robert McKendrick, mit dem sie vier Söhne hatte. Nachdem ihr Mann 1988 verstorben war, war Baxter von 1991 bis zu dessen Tod im Jahr 2002 mit Blaise Newman verheiratet. Sie starb wenige Tage nach ihrem 82. Geburtstag im Dezember 2014.

## Ergebnisse
| Wettbewerb / Jahr                | 1949 | 1950 | 1951 | 1952 |
| -------------------------------- | ---- | ---- | ---- | ---- |
| Olympische Winterspiele          |      |      |      | 5.   |
| Weltmeisterschaften              | 7.   | 7.   |      | 3.   |
| US-amerikanische Meisterschaften | 3.   | 3.   | 3.   |      |